# Weichtungen
Weichtungen est une localité allemande, située dans la commune de Maßbach dans l'arrondissement de Bad Kissingen, qui fait partie du Land de Bavière et de la région de Basse-Franconie.
Le village avec une population d'environ 500 habitants est sur une altitude de 304 mètres.